# Sainte-Geneviève-de-Berthier
Pour les articles homonymes, voir Sainte-Geneviève et Berthier.
Sainte-Geneviève-de-Berthier est une municipalité canadienne du Québec, située dans la municipalité régionale de comté de D'Autray, dans la région administrative de Lanaudière.

## Toponymie
Le lieu est nommé en l'honneur de Sainte Geneviève en référence au prénom de la fille cadette de Alexandre Berthier qui fut le deuxième seigneur de la seigneurie de Berthier (3 novembre 1673). Avant la colonisation, les Algonquins qui s'y embusquaient pour surprendre les Français la nommaient « Antaïa ».

## Histoire
La paroisse de Sainte-Geneviève-de-Berthier s'élève sur le territoire du fief Dorvilliers et d'une partie de la seigneurie de Berthier, concédés tous les deux le 29 octobre 1672. James Cuthbert acheta la seigneurie de Berthier le 7 mars 1765 et sa famille la conserva jusqu'à l'abolition du régime seigneurial en 1854.
La paroisse fut officiellement érigée le 1er juillet 1855.

## Géographie
La rivière La Chaloupe traverse le sud-ouest de la municipalité du sud-ouest vers l'est jusqu'à confluence avec le fleuve Saint-Laurent. 
La rivière Sainte-Catherine longe la limite est de la municipalité jusqu'à sa confluence avec la rivière Chicot qui coule dans le sud-est de la municipalité jusqu'à sa confluence avec le fleuve. La Rivière Bayonne traverse la municipalité d'ouest en est jusqu'à sa confluence avec le fleuve. La rivière Saint-Joseph traverse la limite sud-ouest de la municipalité du nord vers le sud.

## Démographie
| 1991  | 1996  | 2001  | 2006  | 2011  | 2016  | 2021  |
| ----- | ----- | ----- | ----- | ----- | ----- | ----- |
| 2 263 | 2 402 | 2 387 | 2 307 | 2 365 | 2 280 | 2 253 |

## Administration
Les élections municipales se font en bloc et suivant un découpage de six districts.
| Sainte-Geneviève-de-Berthier Maires depuis 2001                                                                      |                |         |          |
| Élection | Maire          | Qualité | Résultat |
| 2001 | Richard Giroux |         | Voir     |
| 2005 | Richard Giroux | Voir    |          |
| 2009 | Richard Giroux | Voir    |          |
| 2013 | Richard Giroux | Voir    |          |
| 2017 | Richard Giroux | Voir    |          |
| 2021 | Robert Pufahl  |         | Voir     |
| Élection partielle en italique Depuis 2005, les élections sont simultanées dans toutes les municipalités québécoises |                |         |          |

## Économie
Le gouvernement du Québec y opère depuis 1908 une importante pépinière.
La municipalité abrite aussi un grand dépotoir régional.

## Attraits

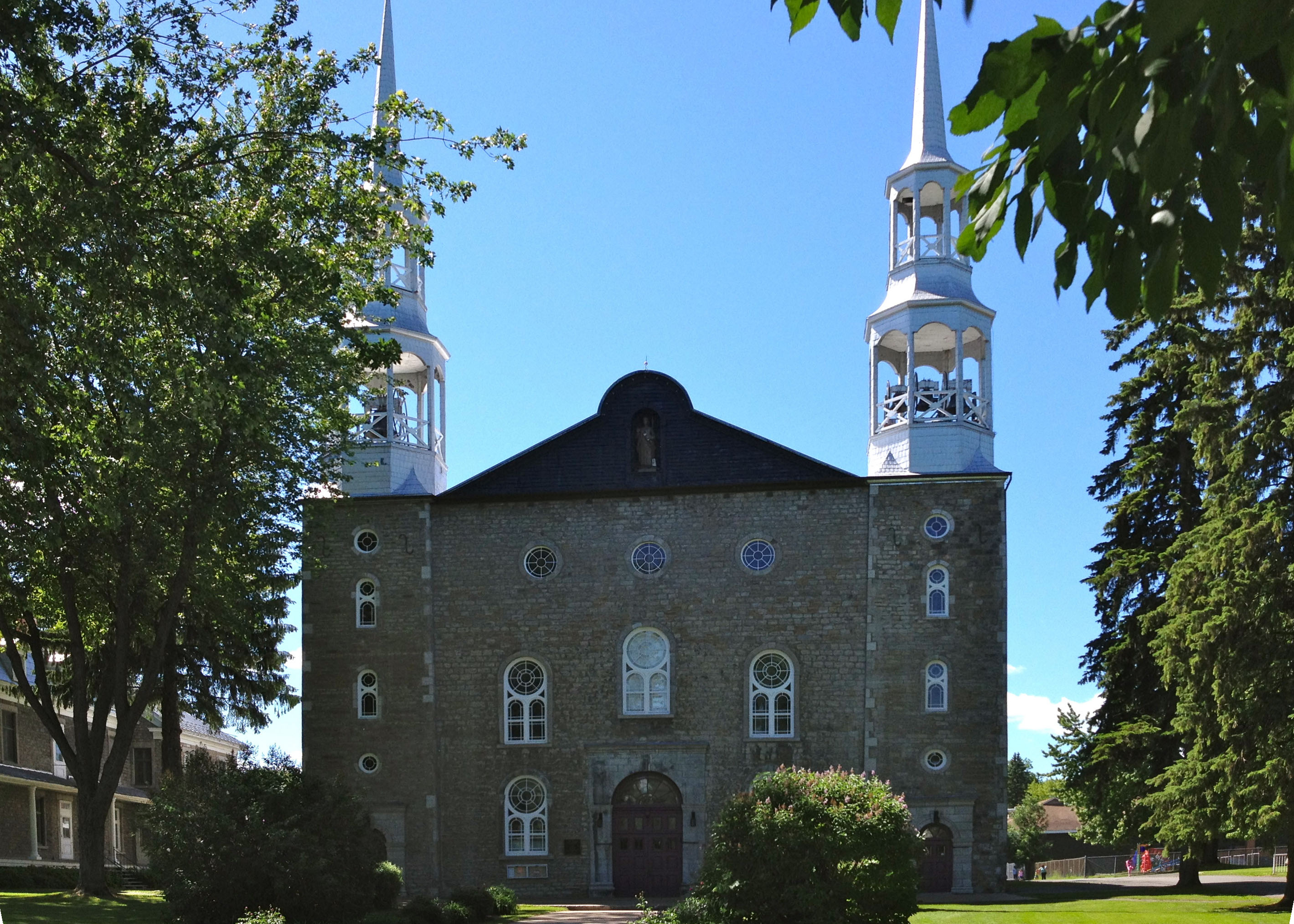
Église Sainte-Geneviève de Berthier

L'Église de Sainte-Geneviève est classée patrimoniale en 2001. Elle est nommée en l'honneur de Sainte Geneviève.
La paroisse est traversée par la rivière Bayonne, qu'on peut traverser par le pont couvert Grandchamp. Ce pont est reconnu bien patrimonial cité. Le Chemin Grande Côte est aussi connu pour ses grandes maisons ancestrales.
On y retrouve un sentier d'interprétation de la nature ainsi qu'un club de golf.

## Éducation
La Commission scolaire Sir Wilfrid Laurier géré des écoles anglophones:
- École primaire Joliette à Saint-Charles-Borromée[7]
- École secondaire Joliette à Joliette[8]